# Judita in Holofern (Mantegna)
Judita in Holofern je slika italijanskega renesančnega umetnika Andrea Mantegne, naslikana okoli leta 1495, ki prikazuje splošno znano temo v umetnosti iz obdobja renesanse in baroka Judita, ki odseka glavo Holofernu in je podana v devterokanonični knjigi Judita (Jdt 13,1-9).

## Zgodovina
Slika je datirana s primerjavo s podobnimi grizaj ploščami s starozaveznimi vsebinami, ki jih je Mantegna izdelal okoli leta 1495 in 1500.
Delo je bilo morda vključeno v zbirko Gonzagov, ki jo je leta 1628 kupil Karel I. Angleški. Dal jo je Williamu Herbertu, šestemu grofu Pembrokškemu, po njem so jo podedovali dediči, dokler ni bila leta 1917 prodana v Londonu. Po vrsti različnih lastnikov, jo je leta 1923 v New Yorku prevzel Joseph E. Widener. Leta 1942 jo je podaril Narodni galeriji umetnosti v Washingtonu, D. C.

## Opis
V razmeroma mirni interpretaciji teme je Judita prikazana, kako stoji pod roza Holofernovim šotorom (čigar stopalo je videti na desni) takoj po tem, ko mu je odsekala glavo in še vedno drži rezilo. Glavo spusti v vrečo, ki jo drži služkinja. Sestava se pojavlja tudi v Mantegnovem grizaju Judita z glavo Holoferna, njegovi Juditi in risbi v Gabinetto dei disegni e delle stampe v galeriji Uffizi.
Plošča ima briljantne in pestre barve, podobne miniaturi. Tla, pobarvana v diagonalni perspektivi, so sestavljena iz kamnitih in zemeljskih ploščic, od katerih nekatere odstopajo iz položaja. Pobarvana je s tempero z zlatom in srebrom.